# Helichrysum yuccifolium
Helichrysum yuccifolium là một loài thực vật có hoa trong họ Cúc. Loài này được Poir. mô tả khoa học đầu tiên.